# Pachodynerus cinerascens
Pachodynerus cinerascens är en stekelart som först beskrevs av Fabricius 1775.  Pachodynerus cinerascens ingår i släktet Pachodynerus och familjen Eumenidae. Inga underarter finns listade i Catalogue of Life.